# Hamburger Sport-Verein 2015-2016
Questa voce raccoglie le informazioni riguardanti l'Hamburger Sport-Verein nelle competizioni ufficiali della stagione 2015-2016.

## Rosa
| N. |                                 | Ruolo | Calciatore            |
| -- | ------------------------------- | ----- | --------------------- |
| 1  | Rep. Ceca (bandiera)            | P     | Jaroslav Drobný       |
| 2  | Germania (bandiera)             | D     | Dennis Diekmeier      |
| 3  | Brasile (bandiera)              | D     | Cléber                |
| 4  | Bosnia ed Erzegovina (bandiera) | D     | Emir Spahić           |
| 5  | Svizzera (bandiera)             | D     | Johan Djourou         |
| 7  | Croazia (bandiera)              | C     | Ivo Iličević          |
| 8  | Germania (bandiera)             | C     | Lewis Holtby          |
| 9  | Germania (bandiera)             | A     | Sven Schipplock       |
| 10 | Germania (bandiera)             | A     | Pierre-Michel Lasogga |
| 11 | Croazia (bandiera)              | A     | Ivica Olić            |
| 14 | Germania (bandiera)             | C     | Aaron Hunt            |
| 15 | Germania (bandiera)             | P     | René Adler            |
| 16 | Lettonia (bandiera)             | A     | Artjoms Rudņevs       |

| N. |                     | Ruolo | Calciatore          |
| -- | ------------------- | ----- | ------------------- |
| 19 | Germania (bandiera) | C     | Dren Feka           |
| 20 | Svezia (bandiera)   | C     | Albin Ekdal         |
| 22 | Germania (bandiera) | D     | Matthias Ostrzolek  |
| 23 | Austria (bandiera)  | A     | Michael Gregoritsch |
| 24 | Giappone (bandiera) | D     | Gōtoku Sakai        |
| 26 | Germania (bandiera) | A     | Philipp Müller      |
| 27 | Germania (bandiera) | C     | Nicolai Müller      |
| 28 | Germania (bandiera) | C     | Gideon Jung         |
| 30 | Svizzera (bandiera) | P     | Andreas Hirzel      |
| 33 | Turchia (bandiera)  | A     | Batuhan Altıntaş    |
| 34 | Germania (bandiera) | C     | Finn Porath         |
| 39 | Germania (bandiera) | C     | Ashton Götz         |
| 40 | Serbia (bandiera)   | C     | Gojko Kačar         |

## Organigramma societario
Area tecnica
- Allenatore: Bruno Labbadia
- Allenatore in seconda: Eddy Sözer, Bernhard Trares
- Preparatore dei portieri: Stefan Wächter
- Preparatori atletici: Daniel Müssig, Sebastian Capel

## Risultati

### Bundesliga

#### Girone di andata
| Arbitro: | Dankert |

|                                                       |           |  |
| Benatia 27’ Lewandowski 52’ Müller 69’, 73’ Costa 87’ | Marcatori |  |

| Arbitro: | Perl |

|                                      |           |                  |
| Iličević 34’ Lasogga 84’ Djourou 89’ | Marcatori | 23’, 42’ Ginczek |

| Arbitro: | Aytekin |

|                                |           |            |
| Hosiner 76’ Modeste 81’ (rig.) | Marcatori | 47’ Holtby |

| Arbitro: | Welz |

|  |           |                             |
|  | Marcatori | 11’, 44’ Lasogga 52’ Müller |

| Amburgo 19 settembre 2015, ore 15:30 CEST 5ª giornata | Amburgo | 0 – 0 referto | Eintracht Francoforte | Volksparkstadion (55 322 spett.)\| Arbitro: \| Stark \| |
| Arbitro:                                              | Stark   |               |                       |                                                         |

| Arbitro: | Kircher |

|  |           |                 |
|  | Marcatori | 87’ Gregoritsch |

| Arbitro: | Fritz |

|  |           |          |
|  | Marcatori | 60’ Sané |

| Arbitro: | Brych |

|                             |           |  |
| Kalou 17’ Ibišević 76’, 78’ | Marcatori |  |

| Amburgo 17 ottobre 2015, ore 15:30 CEST 9ª giornata | Amburgo | 0 – 0 referto | Bayer Leverkusen | Volksparkstadion (54 957 spett.)\| Arbitro: \| Welz \| |
| Arbitro:                                            | Welz    |               |                  |                                                        |

| Arbitro: | Siebert |

|  |           |             |
|  | Marcatori | 88’ Lasogga |

| Arbitro: | Stegemann |

|                |           |                              |
| Gregoritsch 6’ | Marcatori | 59’ (rig.) Kiyotake 67’ Sané |

| Arbitro: | Stark |

|            |           |                    |
| Heller 47’ | Marcatori | 29’ (rig.) Lasogga |

| Arbitro: | Zwayer |

|                                                  |           |                |
| Lasogga 19’ (rig.) Holtby 41’ Hummels 55’ (aut.) | Marcatori | 86’ Aubameyang |

| Arbitro: | Kircher |

|          |           |                                        |
| Ujah 62’ | Marcatori | 3’ Iličević 27’ Gregoritsch 68’ Müller |

| Arbitro: | Brand |

|             |           |                            |
| Djourou 90’ | Marcatori | 16’, 51’ Jairo 76’ Clemens |

| Arbitro: | Stark |

|            |           |            |
| Arnold 78’ | Marcatori | 21’ Müller |

| Arbitro: | Dankert |

|  |           |             |
|  | Marcatori | 76’ Morávek |

#### Girone di ritorno
| Arbitro: | Zwayer |

|                   |           |                             |
| Alonso 53’ (aut.) | Marcatori | 37’ (rig.), 61’ Lewandowski |

| Arbitro: | Perl |

|                             |           |             |
| Hunt 66’ (aut.) Kravec' 88’ | Marcatori | 75’ Rudņevs |

| Arbitro: | Brych |

|            |           |            |
| Müller 47’ | Marcatori | 41’ Zoller |

| Arbitro: | Aytekin |

|                                                 |           |                         |
| Hinteregger 38’ (aut.) Rudņevs 41’ Iličević 80’ | Marcatori | 13’ Johnson 88’ Raffael |

| Francoforte sul Meno 19 febbraio 2016, ore 20:30 CET 22ª giornata | Eintracht Francoforte | 0 – 0 referto | Amburgo | Commerzbank-Arena (47 200 spett.)\| Arbitro: \| Stark \| |
| Arbitro:                                                          | Stark                 |               |         |                                                          |

| Arbitro: | Fritz |

|          |           |                |
| Drmić 7’ | Marcatori | 61’ Hinterseer |

| Arbitro: | Perl |

|                                    |           |                     |
| Meyer 37’ Huntelaar 66’ Schöpf 77’ | Marcatori | 4’ Müller 90’ Kačar |

| Arbitro: | Brych |

|                 |           |  |
| Müller 58’, 75’ | Marcatori |  |

| Arbitro: | Dingert |

|                  |           |  |
| Ekdal 18’ (aut.) | Marcatori |  |

| Arbitro: | Kircher |

|                 |           |                                            |
| Hunt 30’ (rig.) | Marcatori | 20’ (rig.) Kramarić 23’ Volland 67’ Vargas |

| Arbitro: | Hartmann |

|  |           |                                    |
|  | Marcatori | 61’ Cléber 73’ Iličević 75’ Müller |

| Arbitro: | Sippel |

|            |           |                      |
| Holtby 90’ | Marcatori | 38’ Sulu 54’ Gondorf |

| Arbitro: | Fritz |

|                            |           |  |
| Pulisic 38’ Ramos 44’, 86’ | Marcatori |  |

| Arbitro: | Gräfe |

|                 |           |          |
| Lasogga 5’, 32’ | Marcatori | 65’ Ujah |

| Magonza 30 aprile 2016, ore 15:30 CEST 32ª giornata | Magonza  | 0 – 0 referto | Amburgo | Coface Arena (34 000 spett.)\| Arbitro: \| Winkmann \| |
| Arbitro:                                            | Winkmann |               |         |                                                        |

| Arbitro: | Brand |

|  |           |             |
|  | Marcatori | 73’ Gustavo |

| Arbitro: | Meyer |

|                 |           |                                 |
| Finnbogason 11’ | Marcatori | 36’, 74’ Gregoritsch 62’ Müller |

### Coppa di Germania
| Arbitro: | Willenborg |

|                                       |           |                          |
| Gerlach 15’ Jovanović 58’ Pieles 106’ | Marcatori | 49’ Olić 90’ Gregoritsch |

## Statistiche

### Statistiche di squadra
| Competizione      | Punti | In casa | In casa | In casa | In casa | In casa | In casa | In trasferta | In trasferta | In trasferta | In trasferta | In trasferta | In trasferta | Totale | Totale | Totale | Totale | Totale | Totale | DR |
| Competizione      | Punti | G       | V       | N       | P       | Gf      | Gs      | G            | V            | N            | P            | Gf           | Gs           | G      | V      | N      | P      | Gf     | Gs     | DR |
| ----------------- | ----- | ------- | ------- | ------- | ------- | ------- | ------- | ------------ | ------------ | ------------ | ------------ | ------------ | ------------ | ------ | ------ | ------ | ------ | ------ | ------ | -- |
| Bundesliga        | 41    | 17      | 5       | 4       | 8       | 20      | 23      | 17           | 6            | 4            | 7            | 20           | 23           | 34     | 11     | 8      | 15     | 40     | 46     | -6 |
| Coppa di Germania | -     | 0       | 0       | 0       | 0       | 0       | 0       | 1            | 0            | 0            | 1            | 2            | 3            | 1      | 0      | 0      | 1      | 2      | 3      | -1 |
| Totale            | -     | 17      | 5       | 4       | 8       | 20      | 23      | 18           | 6            | 4            | 8            | 22           | 26           | 35     | 11     | 8      | 16     | 42     | 49     | -7 |

### Andamento in campionato
| Giornata  | 1  | 2  | 3  | 4  | 5  | 6 | 7  | 8  | 9  | 10 | 11 | 12 | 13 | 14 | 15 | 16 | 17 | 18 | 19 | 20 | 21 | 22 | 23 | 24 | 25 | 26 | 27 | 28 | 29 | 30 | 31 | 32 | 33 | 34 |
| --------- | -- | -- | -- | -- | -- | - | -- | -- | -- | -- | -- | -- | -- | -- | -- | -- | -- | -- | -- | -- | -- | -- | -- | -- | -- | -- | -- | -- | -- | -- | -- | -- | -- | -- |
| Luogo     | T  | C  | T  | T  | C  | T | C  | T  | C  | T  | C  | T  | C  | T  | C  | T  | C  | C  | T  | C  | C  | T  | C  | T  | C  | T  | C  | T  | C  | T  | C  | T  | C  | T  |
| Risultato | P  | V  | P  | V  | N  | V | P  | P  | N  | V  | P  | N  | V  | V  | P  | N  | P  | P  | P  | N  | V  | N  | N  | P  | V  | P  | P  | V  | P  | P  | V  | N  | P  | V  |
| Posizione | 18 | 10 | 13 | 12 | 10 | 6 | 10 | 11 | 12 | 10 | 10 | 11 | 10 | 7  | 9  | 9  | 10 | 11 | 11 | 13 | 11 | 12 | 11 | 11 | 10 | 12 | 12 | 10 | 10 | 12 | 11 | 11 | 12 | 10 |

Legenda:

Luogo: C = Casa; T = Trasferta. Risultato: V = Vittoria; N = Pareggio; P = Sconfitta.

### Statistiche dei giocatori
| Giocatore      | Bundesliga | Bundesliga | Bundesliga  | Bundesliga | Coppa di Germania | Coppa di Germania | Coppa di Germania | Coppa di Germania | Totale   | Totale | Totale      | Totale     |
| Giocatore      | Presenze   | Reti       | Ammonizioni | Espulsioni | Presenze          | Reti              | Ammonizioni       | Espulsioni        | Presenze | Reti   | Ammonizioni | Espulsioni |
| -------------- | ---------- | ---------- | ----------- | ---------- | ----------------- | ----------------- | ----------------- | ----------------- | -------- | ------ | ----------- | ---------- |
| R. Adler       | 24         | 0          | 3           | 1          | 1                 | 0                 | 0                 | 0                 | 25       | 0      | 3           | 1          |
| T. Dehmelt     | -          | -          | -           | -          | -                 | -                 | -                 | -                 | -        | -      | -           | -          |
| J. Drobný      | 10         | 0          | 1           | 0          | -                 | -                 | -                 | -                 | 10       | 0      | 1           | 0          |
| A. Hirzel      | 1          | 0          | 0           | 0          | -                 | -                 | -                 | -                 | 1        | 0      | 0           | 0          |
| T. Mickel      | 1          | 0          | 0           | 0          | -                 | -                 | -                 | -                 | 1        | 0      | 0           | 0          |
| C. Reis        | 23         | 1          | 2           | 0          | 1                 | 0                 | 0                 | 0                 | 24       | 1      | 2           | 0          |
| D. Diekmeier   | 22         | 0          | 1           | 0          | -                 | -                 | -                 | -                 | 22       | 0      | 1           | 0          |
| J. Djourou     | 26         | 2          | 6           | 1          | -                 | -                 | -                 | -                 | 26       | 2      | 6           | 1          |
| A. Götz        | -          | -          | -           | -          | -                 | -                 | -                 | -                 | -        | -      | -           | -          |
| G. Jung        | 19         | 0          | 4           | 0          | 1                 | 0                 | 0                 | 0                 | 20       | 0      | 4           | 0          |
| M. Ostrzolek   | 32         | 0          | 5           | 0          | 1                 | 0                 | 0                 | 0                 | 33       | 0      | 5           | 0          |
| G. Sakai       | 22         | 0          | 2           | 0          | 1                 | 0                 | 0                 | 0                 | 23       | 0      | 2           | 0          |
| E. Spahić      | 26         | 0          | 7           | 1          | 1                 | 0                 | 1                 | 0                 | 27       | 0      | 8           | 1          |
| N. Bahoui      | 6          | 0          | 1           | 0          | -                 | -                 | -                 | -                 | 6        | 0      | 1           | 0          |
| K. Carolus     | -          | -          | -           | -          | -                 | -                 | -                 | -                 | -        | -      | -           | -          |
| A. Ekdal       | 14         | 0          | 4           | 0          | 1                 | 0                 | 0                 | 0                 | 15       | 0      | 4           | 0          |
| D. Feka        | -          | -          | -           | -          | -                 | -                 | -                 | -                 | -        | -      | -           | -          |
| L. Holtby      | 34         | 3          | 4           | 0          | 1                 | 0                 | 0                 | 0                 | 35       | 3      | 4           | 0          |
| A. Hunt        | 21         | 1          | 2           | 0          | -                 | -                 | -                 | -                 | 21       | 1      | 2           | 0          |
| I. Iličević    | 31         | 4          | 3           | 0          | 1                 | 0                 | 0                 | 0                 | 32       | 4      | 3           | 0          |
| G. Kačar       | 19         | 1          | 3           | 0          | -                 | -                 | -                 | -                 | 19       | 1      | 3           | 0          |
| M. Köhlert     | -          | -          | -           | -          | -                 | -                 | -                 | -                 | -        | -      | -           | -          |
| N. Müller      | 29         | 9          | 6           | 0          | -                 | -                 | -                 | -                 | 29       | 9      | 6           | 0          |
| F. Porath      | -          | -          | -           | -          | -                 | -                 | -                 | -                 | -        | -      | -           | -          |
| B. Altıntaş    | 1          | 0          | 1           | 0          | -                 | -                 | -                 | -                 | 1        | 0      | 1           | 0          |
| A. Arslan      | 1          | 0          | 0           | 0          | -                 | -                 | -                 | -                 | 1        | 0      | 0           | 0          |
| J. Drmić       | 6          | 1          | 2           | 0          | -                 | -                 | -                 | -                 | 6        | 1      | 2           | 0          |
| M. Gregoritsch | 25         | 5          | 6           | 0          | 1                 | 1                 | 0                 | 0                 | 26       | 6      | 6           | 0          |
| P. Lasogga     | 30         | 8          | 5           | 0          | 1                 | 0                 | 0                 | 0                 | 31       | 8      | 5           | 0          |
| P. Müller      | -          | -          | -           | -          | -                 | -                 | -                 | -                 | -        | -      | -           | -          |
| I. Olić        | 9          | 0          | 0           | 0          | 1                 | 1                 | 0                 | 0                 | 10       | 1      | 0           | 0          |
| A. Rudņevs     | 11         | 2          | 1           | 0          | -                 | -                 | -                 | -                 | 11       | 2      | 1           | 0          |
| S. Schipplock  | 20         | 0          | 3           | 0          | 1                 | 0                 | 0                 | 0                 | 21       | 0      | 3           | 0          |
| M. Díaz        | 11         | 0          | 1           | 0          | 1                 | 0                 | 0                 | 0                 | 12       | 0      | 1           | 0          |
| Z. Stieber     | 2          | 0          | 0           | 0          | -                 | -                 | -                 | -                 | 2        | 0      | 0           | 0          |